# Daniel Blumberg

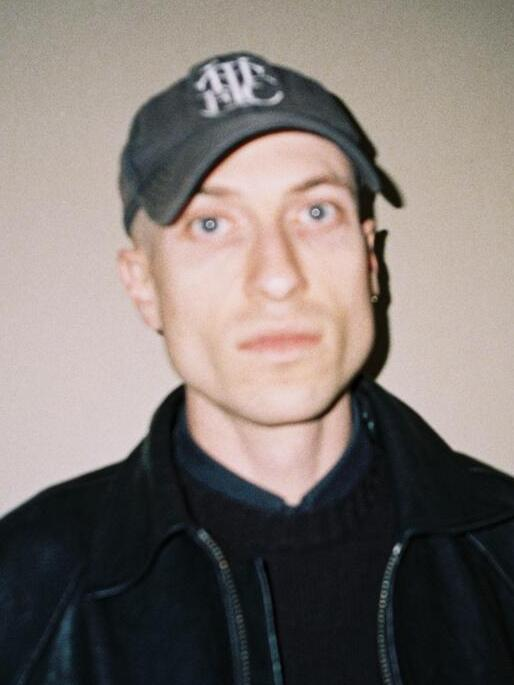
Daniel Blumberg (2024)

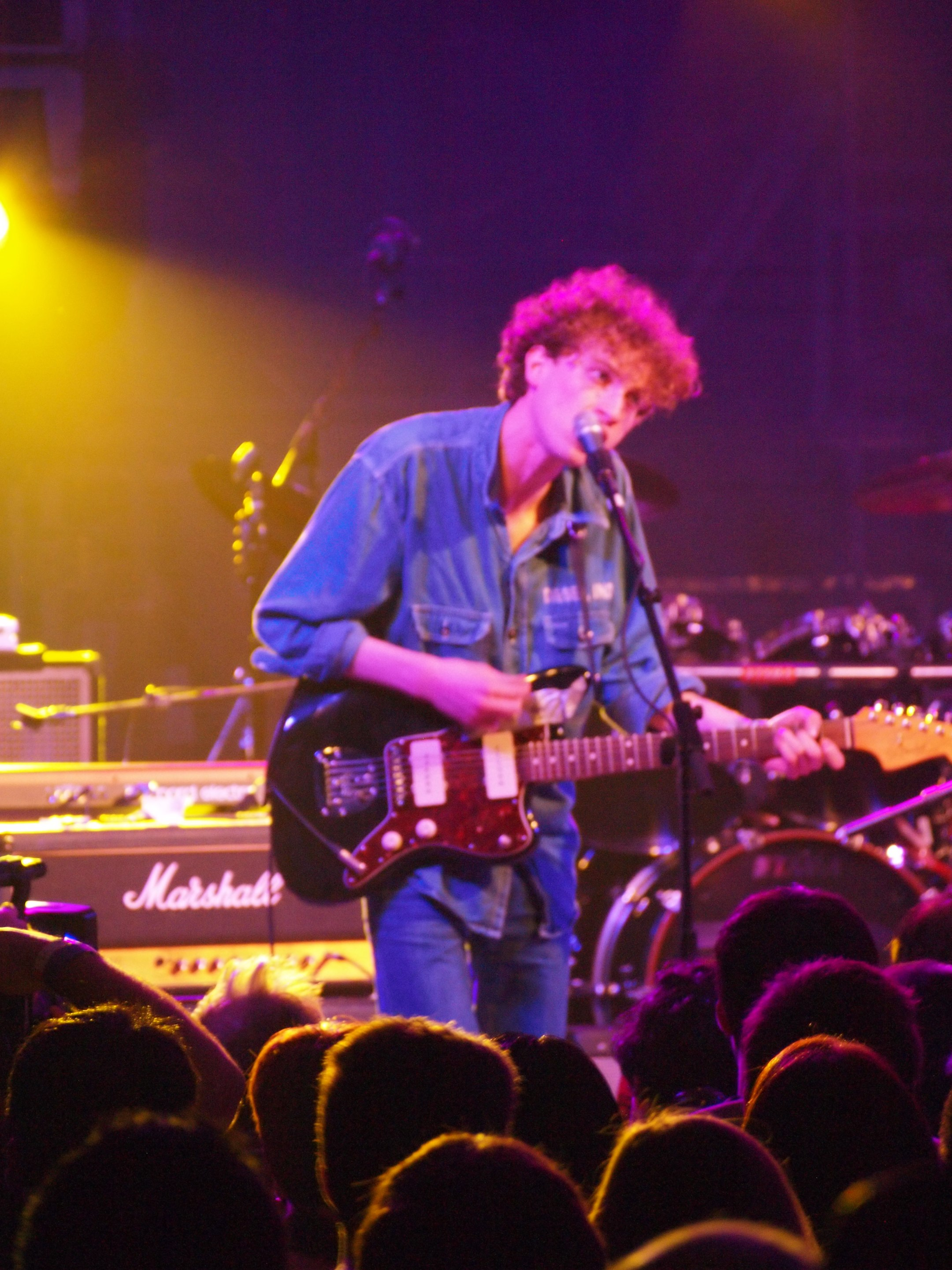
Daniel Blumberg (2011)

Daniel Blumberg (* 1990 in London) ist ein britischer Musiker, Songwriter und Filmkomponist. Er ist auch als Zeichen- und Video-Künstler tätig. Für seine Musik zum Film Der Brutalist wurde er 2025 mit dem Oscar ausgezeichnet.

## Leben
Daniel Blumberg wurde 1990 in London geboren. Von 2005 bis 2008 war Blumberg Frontmann der Cajun Dance Party. Die Band unterschrieb bei XL Recordings einen Vertrag, als er noch zur Schule ging. Er verließ die Gruppe kurz nach der Veröffentlichung ihres Debütalbums. Im Jahr 2008 nahm Blumberg in Nashville mit Mark Nevers, William Tyler und Tony Crow von der US-amerikanischen Rockband Lambchop ein Album mit dem Titel Daniel in the Lions Den auf, das 2009 bei Yoshimoto Jap/Zoom in Japan veröffentlicht wurde. Von 2009 bis 2012 war Blumberg Frontmann und Gitarrist der Indie-Rockband Yuck, mit der er ihr Debütalbum veröffentlichte, bevor er die Band verließ. Während dieser Zeit veröffentlichte er unter den Namen Yu(c)k und Oupa im Eigenverlag Solokassetten mit Diktiergerätaufnahmen seiner Klavierstücke.
Im Mai 2018 wurde Blumbergs Solodebütalbum Minus von Mute Records veröffentlicht. Dieses wurde von Produzent Peter Walsh mit einer Gruppe radikaler Musiker aufgenommen, die Blumberg an der Improv-Bühne des Cafe Oto in London kennengelernt hatte, darunter Billy Steiger (Violine), Tom Wheatley (Kontrabass), Ute Kanngiesser (Cello) und Terry Day (Gesang). Blumbergs zweites Soloalbum On&On ist ein neun Stücke umfassender Song-Zyklus. Es wurde Ende Juli 2020 ebenfalls bei Mute Records veröffentlicht. Bei der musikalischen Umsetzung behilflich waren Blumberg mehrere Musiker aus dem Umfeld der Cafe Oto. Sein drittes Studioalbum GUT erschien Ende Mai 2023, erneut bei Mute Records. Dem Album ging eine Single mit dem Titel CHEERUP voraus, die Anfang April desselben Jahres erschien.
Blumberg war auch als Komponist von Filmmusik tätig, erstmals für Mona Fastvolds Film The World to Come und hiernach für Brady Corbets Film Der Brutalist. Für letzteren Film beteiligte er Improvisationsmusiker wie Evan Parker, John Tilbury, Sophie Agnel, Axel Dörner, Robin Hayward und Michael Griener. Blumberg gewann 2025 den Academy Award für die Beste Filmmusik, zuvor wurde er mit dem BAFTA Award in der Kategorie ausgezeichnet. Für Fastvolds Ann Lee komponierte Blumberg ebenfalls die Musik, der Musicalfilm soll 2025 erscheinen.
Mit dem Saxophonisten Seymour Wright tritt Blumberg als GUO auf. Zeitweise war er Mitglied von Neil Hagertys Band The Howling Hex.
Im Sommer 2025 wurde Blumberg Mitglied der Academy of Motion Picture Arts and Sciences.

## Filmografie
Filmmusik
- 2019: GUO4 (Kurzfilm, mit Seymour Wright als GUO)
- 2020: The World to Come
- 2024: Der Brutalist (The Brutalist)

## Auszeichnungen
Astra Creative Arts Award
- 2024: Nominierung für die Beste Filmmusik (Der Brutalist)[10]

British Academy Film Award
- 2025: Auszeichnung für die Beste Filmmusik (Der Brutalist)

Critics’ Choice Movie Award
- 2025: Nominierung für die Beste Filmmusik (Der Brutalist)

Golden Globe Award
- 2025: Nominierung für die Beste Filmmusik (Der Brutalist)

Ivor Novello Award
- 2022: Auszeichnung für die Beste Filmmusik (The World to Come)

Oscar
- 2025: Auszeichnung für die Beste Filmmusik (Der Brutalist)

Seattle Film Critics Society Award
- 2024: Nominierung für die Beste Filmmusik (Der Brutalist)[11]

Society of Composers & Lyricists Award
- 2025: Auszeichnung für die Beste Filmmusik – Independent-Film (Der Brutalist)[12]